# Gleb Panfilov
Gleb Anatoljevitj Panfilov (ryska: Глеб Анатольевич Панфилов, född 21 maj 1934 i Magnitogorsk i Tjeljabinsk oblast, död 26 augusti 2023 i Moskva, var en sovjetisk och rysk filmregissör och manusförfattare. Han var gift med skådespelerskan Inna Tjurikova, som bland annat medverkade i flera av hans filmer.

## Filmografi (urval)
- 1968 – Genom elden finns inget vadställe (manus och regi)
- 1970 – All vår början (manus och regi)
- 1976 – Får jag be om ordet (manus och regi)
- 1979 – Tema (manus och regi, vann 1987 års Guldbjörnen[5])
- 1981 – Valentina (manus och regi)
- 1983 – Vassa Zjeleznova (manus och regi)
- 2006 – Den första kretsen (miniserie, tio avsnitt)
- 2010 – Exodus - Brända av solen 2 (manus)